# Leptotyphlops weyrauchi
Leptotyphlops weyrauchi este o specie de șerpi din genul Leptotyphlops, familia Leptotyphlopidae, descrisă de Orejas-miranda 1964. Conform Catalogue of Life specia Leptotyphlops weyrauchi nu are subspecii cunoscute.